# Try with Me
Try with Me è il quinto singolo estratto dal primo album solista Killer Love della cantante statunitense Nicole Scherzinger, pubblicato il 28 ottobre 2011 in Irlanda e il 30 ottobre in Regno Unito dalle etichette discografiche A&M e Interscope. Il brano è stato scritto da Carsten Schack, Sean Hurley, Olivia Nervo e Miriam Nervo Esso e prodotto da Soulshock e Sean Hurley ed anticipa la ristampa del suo album.
Try with Me è entrato alla ventinovesima posizione della classifica irlandese e alla diciottesima di quella britannica subito dopo la sua pubblicazione, vendendo 21 315 copie nel solo Regno Unito. Nicole ha esibito live il singolo il 30 ottobre 2011 nel talent show britannico The X Factor e il 4 novembre dello stesso anno nella serie televisiva This Morning.

## Video Musicale
Il video è stato pubblicato su MSN in esclusiva il 18 ottobre 2011 e il 20 ottobre sul suo canale YouTube; girato a Xilitla, in Messico, tra le rovine di un antico tempio, vede una Scherzinger più romantica rispetto ai video precedenti. Il video è stato girato da Aaron Platt e Giuseppe Toman, mentre la coreografia è stata curata da Brian Friedman.

## Classifiche
| Classifica (2011) | Posizione massima |
| ----------------- | ----------------- |
| Irlanda           | 29                |
| Regno Unito       | 18                |
| Slovacchia        | 24                |